# Sewer z Malagi
Sewer z Malagi – biskup w latach 578-602, pisarz wczesnochrześcijański, autor niezachowanych dzieł Correctorium, wymierzonego w biskupa Wincentego z Saragossy, który przeszedł na arianizm, oraz Anulus - traktatu o dziewictwie, napisanego dla siostry. Po roku 582 Sewer z Malagi napisał wraz z Licynianem z Kartageny list do diakona Epifaniusza na temat natury aniołów i duszy ludzkiej.